# Expiation (roman de Patricia MacDonald)
Pour les articles homonymes, voir Expiation (homonymie).
 (janvier 2018).
Si vous disposez d'ouvrages ou d'articles de référence ou si vous connaissez des sites web de qualité traitant du thème abordé ici, merci de compléter l'article en donnant les références utiles à sa vérifiabilité et en les liant à la section « Notes et références ».
Expiation est un roman de Patricia MacDonald publié en 1996. C'est le 1er roman de cette auteure, il est paru en 1981 aux Etats-Unis.

## Résumé
Maggie, libérée après 12 ans de prison pour le meurtre, qu'elle a toujours nié, de son amant, Roger, arrive sur une ile à 1h de la Nlle Angleterre où elle est embauchée au journal et loue une maison. Dès le 1er soir elle est épiée. Son patron, Jess, la courtise et sa collègue, Evy, 18 ans, est jalouse. Maggie cède à Jess sous les yeux d'Evy. Cette dernière, dont on apprend qu'elle est la fille de Roger, parvient à séquestrer Jess et met en scène sa noyade qui est officialisée. Elle dit à Maggie que c'est elle qui l'a attirée sur l'ile pour la tuer car elle sait que c'est elle qui a tué son père. Maggie la tue in extremis. Jess, qui a pu se libérer, l'empêche de se suicider.